# Reinhart Koselleck
Reinhart Koselleck (født 23. april 1923 i Görlitz, død 3. februar 2006 i Bad Oeynhausen) var en af de mest velkendte tyske historikere i det 20. århundrede. Hans forskningsområde var historieteori, begrebs- og sproghistorie, historiefagets antropologiske grundlag såvel som social-, rets- og forvaltningshistorie.
Hans mest kendte værk er afhandlingen Kritik und Krise, der var under tydelig indflydelse af den kontroversielle tyske retsfilosof Carl Schmitt. Desuden er Koselleck kendt som medredaktør og drivkraft i udgivelsen af leksikonet Geschichtliche Grundbegriffe, der i otte bind behandler, hvordan 109 samfundsmæssige grundbegreber er opstået og har ændret betydning fra antikken til det moderne samfund.

## Udgivelser på dansk
- Begreber, tid og erfaring. Hans Reitzels Forlag 2007

## Udgivelser på tysk, fransk og engelsk
- Preußen zwischen Reform und Revolution. Allg. Landrecht, Verwaltung u. soziale Bewegung von 1791 – 1848. (Habil. Heidelberg 1965) Stuttgart 1967 ISBN 3-12-905050-7
- Kritik und Krise – Eine Studie zur Pathogenese der bürgerlichen Welt. FaM 1973. ISBN 3-518-07636-1
- Vergangene Zukunft – Zur Semantik geschichtlicher Zeiten. FaM 1979. ISBN 3-518-06410-X
- Europa im Zeitalter der europäischen Revolutionen (= Fischer Weltgeschichte Bd.26) FaM 1982. ISBN 3-596-60026-X
- Der politische Totenkult: Kriegerdenkmäler in der Moderne. Mü 1994. ISBN 3-7705-2882-4
- Goethes unzeitgemäße Geschichte. Heidelberg 1997. ISBN 3-925678-67-0
- Expérience de l'Histoire. Paris 1997. ISBN 2-02-031444-4
- Zur politischen Ikonologie des gewaltsamen Todes. Ein deutsch-französischer Vergleich. Basel 1998. ISBN 3-7965-1028-0
- Europäische Umrisse deutscher Geschichte. Zwei Essays. Heidelberg 1999. ISBN 3-925678-86-7
- The Practice of Conceptual History: Timing, History, Spacing Concepts. (Cultural Memory in the Present) Stanford 2002. ISBN 0-8047-4022-4
- Zeitschichten. Studien zur Historik. FaM 2003. ISBN 3-518-29256-0
- Begriffsgeschichten. FaM 2006. ISBN 3-518-58463-4

| Portal | Portal:Historie |